# Children of the Corn
Children of the Corn är en amerikansk skräckfilm från 1984 i regi av Fritz Kiersch. I huvudrollerna ses Peter Horton och Linda Hamilton. Filmen bygger på Stephen Kings relativt korta novell Majsens barn.

## Handling
Barnen tar över styret en dag i en liten stad i USA och de dödar alla som är över 19 år. Ett ungt par kommer på genomresa tre år senare och de hittar en mördad pojke. Kvinnan fångas emellertid av barnen för att offras till Gud på majsfältet. 

## Skådespelare
- Peter Horton, Burt Stanton
- Linda Hamilton, Vicky Baxter
- R.G. Armstrong, Chest Diehl
- John Franklin / Arian Enik, Isaac
- Courtney Gains, Malachai
- Robby Kiger, Job
- AnneMarie McEvoy, Sarah
- Julie Maddalena, Rachel
- Jonas Marlowe, Joseph
- John Philbin, Amos
- Dan Snook, en pojke
- David Cowen, pappan
- Suzy Southam, mamman
- D.G. Johnson, Mr Hansen
- Patrick Boylan
- Elmer Soderstrom
- Teresa Togio, Hansens gäster
- Mitch Carter, radioprästen

## Om filmen
Filmen är baserad på samma berättelse som kortfilmen Disciples of the Crow (1983). Children of the Corn har fått flera uppföljare och nyinspelningar. Producenten Donald P. Borchers tyckte inte att den här filmen följde Stephen Kings förlaga särskilt väl och gjorde en nyinspelning 2009. Ytterligare en nyinspelning gjordes av Kurt Wimmer under pandemin 2020 men hade officiell premiär 2023.